# Горрево
Горрево́ (фр. Gorrevod) — коммуна во Франции, находится в регионе Рона — Альпы. Департамент — Эн. Входит в состав кантона Пон-де-Во. Округ коммуны — Бурк-ан-Брес.
Код INSEE коммуны — 01175.

## География

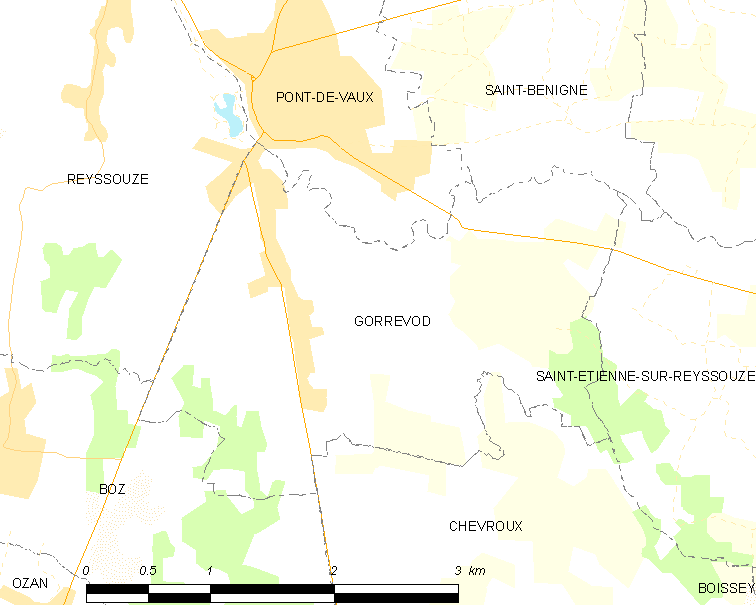
Карта коммуны

Коммуна расположена приблизительно в 340 км к юго-востоку от Парижа, в 75 км севернее Лиона, в 33 км к северо-западу от Бурк-ан-Бреса.
На западе коммуны протекает река Сона, а на севере — река Ресуз.

## Климат
Климат полуконтинентальный с холодной зимой и тёплым летом. Дожди бывают нечасто, в основном летом.

## Население
Население коммуны на 2010 год составляло 799 человек.
| 1962 | 1968 | 1975 | 1982 | 1990 | 1999 | 2010 |
| ---- | ---- | ---- | ---- | ---- | ---- | ---- |
| 373  | 356  | 400  | 441  | 512  | 561  | 799  |

## Экономика
В 2010 году среди 481 человека трудоспособного возраста (15—64 лет) 372 были экономически активными, 109 — неактивными (показатель активности — 77,3 %, в 1999 году было 72,9 %). Из 372 активных жителей работали 337 человек (174 мужчины и 163 женщины), безработных было 35 (14 мужчин и 21 женщина). Среди 109 неактивных 35 человек были учениками или студентами, 54 — пенсионерами, 20 были неактивными по другим причинам.